# 赤いクレヨン
赤いクレヨン（あかいクレヨン）は、現代の怪談のひとつ。都市伝説に属する。

## あらすじ
ある夫婦が、かねてより夢であった一軒家を購入した。中古物件ではあったが、ほとんど新築同然で、しかも破格値であったため、一も二もなく手に入れたものだった。ある日、廊下に落ちている赤いクレヨンを見つける。夫婦には子供はなく、家に誰かが入って来た形跡もない。その時は気に留めなかったが、同様の怪異が次々と起こるに至り、夫婦はこの家について調べ始める。その結果、この家には、もうひとつ部屋があってしかるべき空間があることが判明する。意を決した夫婦は、その「隠された部屋」周辺の壁紙を剥がす。するとそこには、釘打ちされた扉があった。恐る恐るその扉を開けると、何も無い部屋が。しかし、その部屋の壁一面は、「おかあさん ごめんなさい だして」というような赤い文字で埋め尽くされていた。

## 解説
流布し始めたのは1980年代終わりから1990年代初めで、この話は「怪談の完全創作」を趣味の一つとしているタレントの伊集院光が、1997年頃に『山田邦子のしあわせにしてよ』内の怖い話企画で発表したものである。この話を聞いた視聴者の中に、自分の体験した恐怖体験として雑誌投稿などをする者が現れ、やがて「友達の友達の体験」といった口コミに尾ひれがついて拡大して行き、次第に都市伝説として定着していった。
噂の流布に伴い、創作者を知らない人も多くなり、伊集院自身も仕事関係者から都市伝説としてこの話を聞かされたことがあったと話している。
類話としては、江戸川乱歩の『お勢登場』などが知られている。